# 磁州
磁州，又作慈州、礠州，中国古代的州。

## 历史

### 隋
隋朝开皇十年（590年）置，治所在滏阳县（即今河北省磁县）。因州西北有慈石山，出磁石，又为磁石集散地，故名。大业二年（606年）省。

### 唐
唐朝武德元年（618年）分相州的滏阳县、临水县、成安县复置。四年（621年），割洺州的临洺县、武安县、邯郸县、肥乡县来属。六年（623年），置磁州总管府，领六州：磁州、邢州、洺州、黎州、相州、卫州。其年，废总管府。临洺县、武安县、肥乡县仍属洺州，磁州领滏阳县、成安县、邯郸县。贞观元年（627年）又省，滏阳县、成安县还隶相州，邯郸县隶洺州。
永泰元年（765年）六月，昭义节度使薛嵩请于淦阳复置磁州，领四县：滏阳县、邯郸县、武安县、昭义县（临水县）。辖境相当今河北省邯郸市、磁县、武安市等市县。因为新置州，未计户口帐籍。天祐三年（906年），因与慈州同音，改名惠州。
刺史
- 郑世斌（武德年间）
- 薛平（765年—773年）
- 霍荣国（775年）
- 卢玄卿（782年）
- 竹俊臣（783年—784年）
- 马正卿（794年）
- 张汶（822年）
- 杨延宗（开成年间）
- 王晏实（844年）
- 安玉（844年）
- 刘真（845年）
- 毕諴（会昌末年—大中初年）
- 郭镠（咸通年间）
- 袁奉韬（898年）

### 五代
五代后唐时，复名磁州。

### 金元
元朝时，属广平路。

### 明
明朝洪武初年，磁州、滏阳县俱废。洪武元年（1368年）十一月，复置磁州，属广平府，领武安县。洪武二年（1369年），增领涉县。辖境相当今磁县、涉县及武安市等地。

### 清
清朝时，不辖县。1913年，全国废州，降为磁县。